# Боян Барлаков
Боян Стефанов Барлаков е български революционер, деец на Вътрешната македоно-одринска революционна организация.

## Биография
Боян Барлаков е роден през 1881 година в прилепската махала Варош, тогава в Османската империя, днес в Северна Македония. Присъединява се към ВМОРО в 1903 година и действа като терорист на Организацията. След като Прилепско попада в Сърбия след Междусъюзническата война, в 1914 година дезертира от Сръбската армия и се присъединява към четата на Даме Попов. Участва в сражението при Заградски камен.
На 16 април 1943 година, като жител на Княжево, подава молба за народна пенсия, която е одобрена и отпусната от Министерския съвет на Царство България.